# باول (كورنوال)
باول (بالإنجليزية: Paul, Cornwall)‏، واسمها بالكورنية بريويني (Breweni) هي أبرشية مدنية تقع في المملكة المتحدة في إنجلترا. وهي ضمن أبرشية بينزانس. يقدر عدد سكانها بـ 234 نسمة .